# 松阪工具

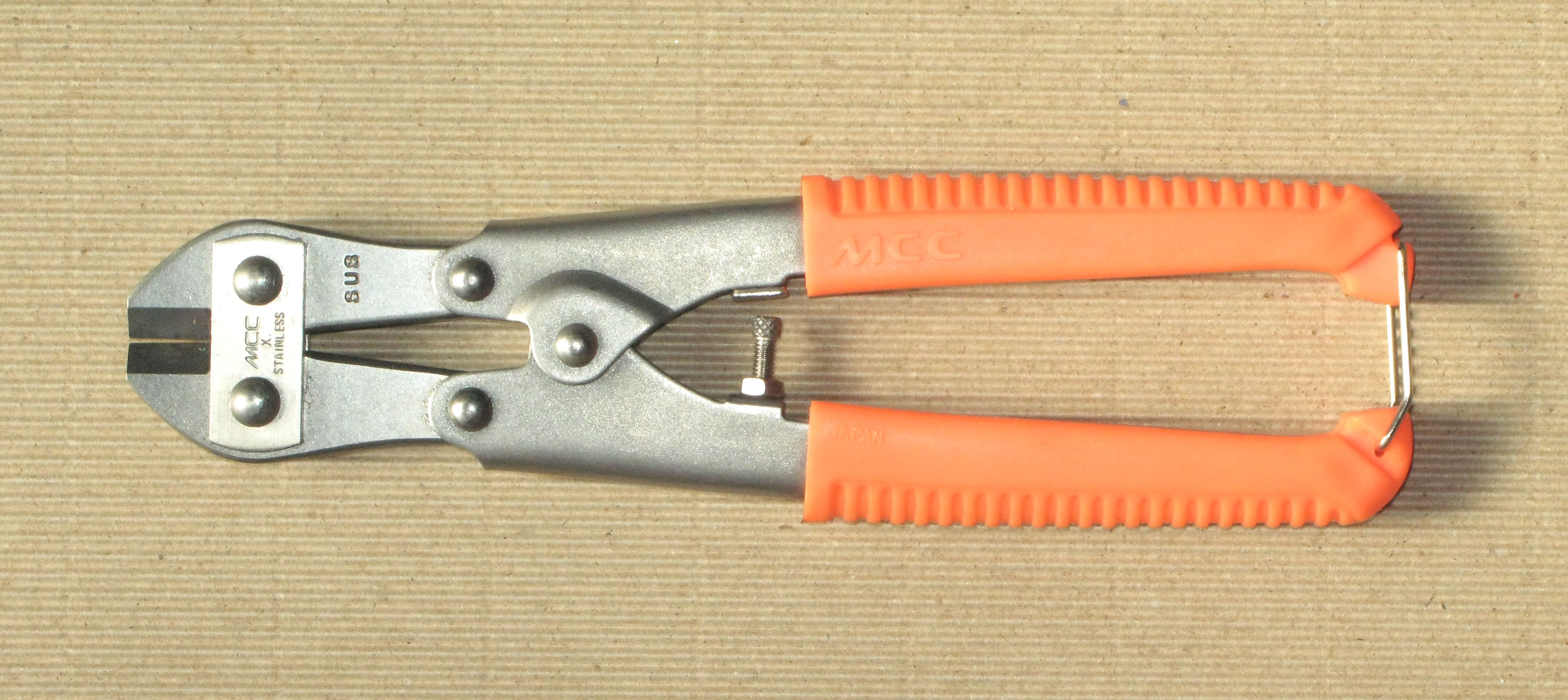
ステンレス製ミゼットカッタ

松阪工具株式会社（まつざかこうぐ）は、三重県松阪市に本社を置く工具メーカー。
松阪鉄工所の子会社で、MCCブランドでハンディカッタ等を展開する。

## 概要
前述のとおり松阪鉄工所の子会社で、金属製品の小型切断作業工具シリーズ「ハンディカッタ」を、部品調達から加工・組立て完成品まで担当し、MCCグループに販売をしている。その他、金属製品の機械加工も請け負っている。

## 沿革
- 1960年（昭和25年）2月 - 資本金200万円で設立。MCCブランドのモンキーレンチを製造。
- 1972年（昭和47年）- モンキーレンチ製造を中止、ハンディカッタの製造開始。
- 1980年（昭和55年）5月 - 資本金800万円に増資、自動車部品・バルブ部品・ガス器具部品・電気部品の加工をする部品加工部門を設置。
- 1995年（平成7年）6月 - 資本金1,000万円に増資。
- 1997年（平成9年）5月 - 松阪上川工業団地へ本社新築移転。
- 2007年（平成19年）5月 - 有限会社松栄製作所を吸収合併。

## 主な商品
- ミゼットカッタ、ミゼットニッパ、エンドカッタ、ワイヤカッタ、バンドカッタ、ミゼットケーブルカッター、ラスカッタ、金切バサミ、万能バサミ、フェンスカッタ
- ステンレス製シリーズ：ミゼットカッタ・万能バサミ・ミゼットニッパ
- 倍力シリーズ：万能バサミ・ワイヤカッタ

## MCCグループ
MCCは、松阪鉄工所を主体としたグループ会社共通の商標である。
- 株式会社松阪鉄工所
- 株式会社MCCコーポレーション - 国内向け販社
- MCC USA INC. - 米国法人販社)
- MCCインターナショナル株式会社 - 海外向け販社
- 松阪工具株式会社
- 松阪可鍛株式会社